# Andy Anderson
Clifford Leon Anderson, noto anche come Andy Anderson (Londra, 30 gennaio 1951 – 26 febbraio 2019), è stato un batterista inglese.

## Biografia
Nato da Marie e Cliff, aveva due fratelli (Colin, nato nel 1944 e Winston, nato nel 1947). Ha vissuto nel quartiere di West Ham, fino al 1960, per poi trasferirsi a Richmond. Lasciò la scuola a 15 anni e per un po' di tempo farà vari lavoretti, prima di trovare il suo impiego nella musica.
Lavora con Nik Turner per gli Sphynx, con Steve Hillage per due album e con gli Hawkwind, prima di essere chiamato a suonare con Robert Smith nel disco dei The Glove, Blue Sunshine nel 1983, e successivamente nei Cure di Smith dal loro manager Chris Parry, a riempire il posto di batterista, lasciato vuoto per il passaggio di Lol Tolhurst alle tastiere.
Andy rimane con i Cure per i successivi due anni: registra un singolo (The Lovecats, la loro prima hit nella top 10 britannico), un album (The Top) e il live album Concert: The Cure Live.
La sua abilità tecnica è sempre stata riconosciuta dai membri del gruppo. Con il passare dei concerti, però, Andy comincia a sviluppare una dipendenza dall'alcol: il tutto sfocia in una tremenda notte in un albergo di Tokyo dopo la data del 17 ottobre, che sarà la sua ultima con la band, in cui Andy, fuori di sé, gira per l'hotel picchiando le persone che incontra, fino a finire chiuso nella sua stanza, sorvegliato dall'esterno da un poliziotto. Robert si è trovato costretto a cacciarlo dalla band, procurandogli un biglietto aereo per il Regno Unito. Al posto suo è stato chiamato in fretta e furia Vince Ely, ex Psychedelic Furs, che suonerà 11 concerti con loro, prima di essere rimpiazzato a sua volta, per impegni inderogabili, da Boris Williams.
Dopo un po' di settimane di riposo, Andy è andato a suonare nella band di Zeke Manyika, ex-batterista degli Orange Juice. Da allora ha registrato musica per varie altre band e composto jingle pubblicitari.
Muore il 26 febbraio 2019 dopo una lunga malattia.

## Discografia

### Con i Nik Turner's Sphynx
- 1978 - Xitintoday

### Con Steve Hillage
- 1979 - Live Herald
- 1979 - Open

### Con The Glove
- 1983 - Blue Sunshine

### Con The Cure
- 1983 - Japanese Whispers
- 1984 - The Top
- 1984 - Concert: The Cure Live